# Mars-sous-Bourcq
Mars-sous-Bourcq település Franciaországban, Ardennes megyében. Lakosainak száma 62 fő (2022. január 1.). Mars-sous-Bourcq Bourcq, Grivy-Loisy, Tourcelles-Chaumont és Vouziers községekkel határos.

## Népesség
A település népességének változása:
| Lakosok száma | 62   | 55   | 46   | 43   | 54   | 52   | 55   | 58   | 62   | 62   |
|               | 1968 | 1982 | 1990 | 2006 | 2013 | 2015 | 2017 | 2019 | 2020 | 2022 |